# کفشک نرم آمریکایی
کفشک نرم آمریکایی (نام علمی: Pleuronectes putnami) نام یک گونه از زیرخانواده راست‌رویان است.